# Mount Tasman
Mount Tasman (auch Rarakiroa oder Te Horokōau) ist mit 3497 m der zweithöchste Berg Neuseelands. Er liegt in den Neuseeländischen Alpen auf der  Südinsel im Aoraki/Mount Cook National Park. In seiner unmittelbaren Nähe (vier Kilometer südlich) befindet sich der höchste Berg Neuseelands, der 3724 m hohe Aoraki/Mount Cook.
Den englischen Namen erhielt er 1861 durch Julius von Haast nach dem Seefahrer Abel Tasman.
Die Erstbesteigung gelang 1895 Edward Arthur FitzGerald, Matthias Zurbriggen und Jack Clark. Die erste Frau am Gipfel war Freda Du Faur.